# تلقائية الاشتعال
المواد القابلة للاشتعال (Pyrophoricity، من اليونانية πυροφορος وتعني "احتمال الاحتراق") هي مواد سوف تشتعل تلقائياً في حال تعرضها للهواء.
المواد القابلة للاشتعال غالباً ما تتفاعل مع الماء وتشتعل عندما تتصل بالماء أو الهواء الرطب. ويمكن التعامل معها بأمان في أجواء من الآرغون أو (مع وجود استثناءات كثيرة) مع النيتروجين. أغلب المواد القابلة للاشتعال يستعمل tdih الفئة D من مطافئ الحريق للفلزات المشتعلة.

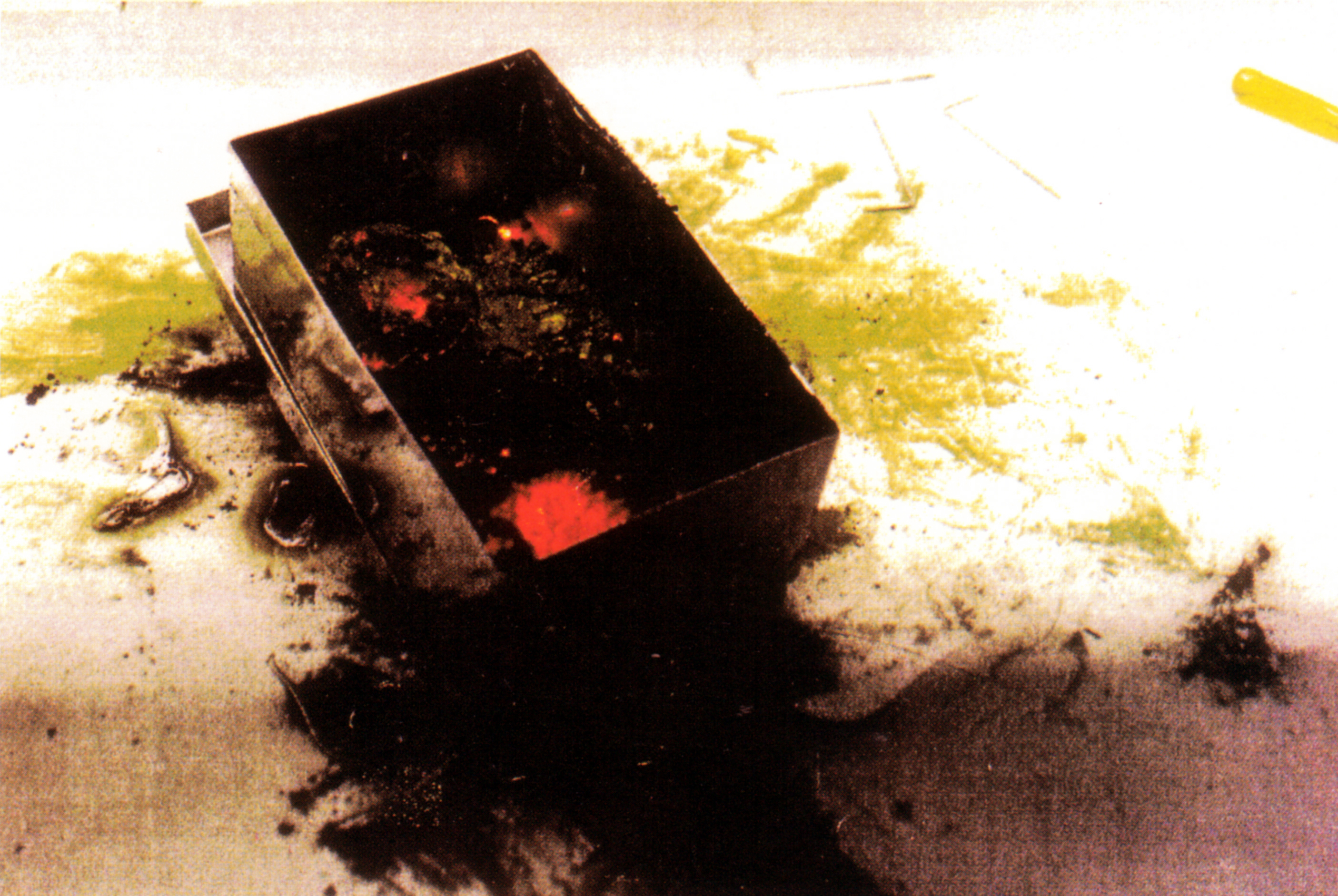
البلوتونيوم المشتعل ويبدو مثل الجمرة المتوهجة تحت ظل ظروف معينة

## استخداماتها
إنشاء الشرارة من المعادن يعتمد على قابلية الاشتعال لجسيمات المعدن الصغيرة.ويمكن الاستفادة من ذلك، ومنها :الشرارات الألية المستخدمة في الإضاءة وفي العاب مختلفة، استخدام ferrocerium; بدايت الاشتعال في عود الثقاب، استخدام firesteel; آلية فلينتلوك(flintlock) المستخدمة في الأسلحة النارية; وشرارة اختبار المعادن الحديدية.

## المعالجة
كمية صغيرة من المواد القابلة للاشتعال في زجاجة ذات حاجز الفاصل من نوع متعدد رباعي فلورو الإيثيلين. كميات كبيرة من المعدن توضع بداخل صهاريج مماثلة لأنابيب الغاز، تصمم بحيث ان فتحت الصمام تكون قابلة لاحتواء ابرة، باستخدام المحاقن وبعناية تجفف وتطهر من الهواء باستخدام غاز خامل, يستخدم لإخراج السائل من الحاوية الخاصة به.
المواد الصلبة القابلة للاشتعال تتطلب استخدام صندوق قفازات مغلق بإحكام وممسوح بغاز خامل، صندوق القفازات غالي الثمن، ويتطلب صيانة.العديد من المواد الصلبة قابلة الاشتعال تباع كمحاليل أو تبدد في زيوت معدنية أو في المذيبات الهيدروكربونية المخففه.اقل مايقال عن المواد الصلبة القابلة للاشتعال (مثل هيدريد ألومنيوم الليثيوم وهيدريد الصوديوم) يمكن التعامل معها في الهواء لفترات قصيرة ولكن الحاويات يجب أن تمسح بالغاز الخامل قبل أن يتم تخزينها. الكميات الصغيرة من المواد قابلة الاشتعال والحاويات الفارغة يجب التخلص منها بعناية، من خلال تبريد الرواسب المتبقة.

## المواد القابلة الاشتعال
- Alkylated metal alkoxides أو الهاليد اللافلزي
- الفلزات القلوية(الصوديوم, البوتاسيوم, الروبيديوم والسيزيوم)
- محفزات خلايا الوقود النحاسية مثل Cu/ZnO/Al2O3
- كواشف غرينيار (مركبات من النموذج RMgX)
- حبيبات المعادن (الحديد, المغنيسيوم, الكالسيوم, الزركونيوم, اليورانيوم, التيتانيوم,البزموت, الهافنيوم والثوريوم)
- استخدام محفزات الهدرجة مثل نيكل راني (خطير جداً بسبب الهيدروجين المكثف)
- هيدريدات المعادن أو هيدريدات اللافلزية (هيدريد ليثيوم الألومنيوم، هيدريد الصوديوم,germane, diborane, uranium trihydride)
- كبريتيد الحديد: يتواجد غالباً في منشأت الغاز والنفط حيث تصدأ منتجات مصانع الحديد ويمكن ان تشتعل إذا تعرضت للهواء
- alkylated الكلي أو الجزئي مشتقات الهيدريد الفلزي واللافلزي (ثلاثي ميثيل ألومنيوم، ثلاثي إثيل الألومنيوم،diethylaluminium hydride, butyllithium, triethylboron)
- اليورانيوم قابل للاشتعال، كما هو واضح في تبخر ثاقب اليورانيوم المخصب إلى غبار مشتعل بتأثير اهدافها.وبقايا اليورانيوم من جراء عمليات القطع تخضع للاشتعال التلقائي.
- كربونيل المعدن (كربونيل النيكل, dicobalt octacarbonyl)
- الفوسفور (أبيض أو أصفر)
- البلوتونيوم :مركبات عده قابلة للاشتعال، وتحدث حرائق أكثر الحرائق خطورة في إدارة مرافق الطاقة في الولايات المتحدة.
- الهيدروكربونات البترولية (PHC) الطينية

### الغازات
- الأرسين(أرسين)
- الفوسفين(Phosphine)
- السيلان(Silane)
- ديبوران(Diborane)

### السوائل
- مجموعة المعادن الرئيسية للـ Metalorganics مثل (الألومنيوم والغاليوم والإنديوم والزنك والكادميوم وغيرها)